# Xonrupt-Longemer
Xonrupt-Longemer je francouzská obec v departementu Vosges, v regionu Grand Est. Protéká jí řeka Vologne.

## Vývoj počtu obyvatel
Počet obyvatel

## Památky
- tunel Roche du Diable z roku 1858